# Œ
Œ, œ — лигатура латинских букв O и E. Появляется в качестве латинской транслитерации древнегреческого дифтонга οι. Встречается во французском, факультативно в британском английском и некоторых других языках. Также используется как фонетический символ для обозначения огублённого гласного переднего ряда средне-нижнего подъёма. Также использовалась в древнескандинавском языке.

## Употребление
В настоящее время букву œ наиболее широко использует французский язык.
Œ произносится как [e]: cœlacanthe (рыба латимерия), cœlentéré (кишечнополостные), fœtus (зародыш), œcuménique (всемирный), œdème (отёк), œdicnème (толстоногий), Œdipe (Эдип), Œniadæ (город Эниады), œnochoé (ойнохойя), œnologie (энология), Œnone (Энона), œsophage (пищевод), îles Phœnix (Острова Феникс);
Œ произносится как [ɛ]: œstrogène (эстроген), œstrus (течка);
Œu произносится как [œ]: bœuf (бык/говядина), chœur (хор), cœur (сердце), manœuvre (манёвр), mœurs (нравы), œil (глаз), œillet (гвоздика), œuf (яйцо), œuvre (дело), sœur (сестра);
Œu произносится как [ø]: bœufs (быки), œufs (яйца), nœud (узел), vœu (обет).
Буквы g и c ведут себя перед œ двояко: перед œ они читаются соответственно как [g] и [k], если за œ следует буква u как в cœur, и как [ʒ] и [s] в противном случае, как в cœlacanthe.